# 909
909 је била проста година.

## Догађаји
- Википедија:Непознат датум — основан Фатимидски калифат

- Краљ Едвард Старији и његова сестра, принцеза Етелфлед од Мерсије, упадају у данску источну Англију и тријумфално доносе мошти светог Освалда. Етхелфлӕд их преводи новом министру у Глоуцестеру, који је у његову част преименован у Приорат Светог Освалда.
- Едвард Старији шаље англосаксонску војску да нападне Нортамбријске Викинге и пустоши скандинавски Јорк.
- 18. март – Фатимидска династија коју су основали шиитски муслимани у Ифрикији (модерни Тунис) добија врховну власт над династијом Аглабида у северној Африци. Емир Зијадат Алах  бежи на Блиски исток, неспособан да обезбеди никакву помоћ од Абасидског калифата да поврати свој емират.
- Берберски племићи Кутаме под вођством Абдулаха ал-Махдија Биллаха заузели су градове Каируан и Ракаду. Главни град Рустамид имамата, Тихерт је уништен. Преостали Ибади су присиљени у пустињу.
- Зима – Абдулах ал-Махди Билах преузима вођство Фатимидске државе и проглашава се калифом Абдулахом (ал-Махдијем).
- 27. април – Гувернер Ванг Шенжи (принц од Лангеа) успоставио је Краљевство Мин (данашња провинција Фуџијан), са престоницом Фуџоу (познат као Чангле). Ванг Шенжи покушава да привуче научнике који ће помоћи у изградњи ефикасног бирократског и пореског система.
- Датум последњег дугог бројања уписан је на споменику на локалитету Маја Тонина (данашњи Чијапас, Мексико), означавајући крај класичног периода Маја.
- Умире Асер, бискуп Шерборна. Његова епархија је подељена, постоје нове епископије створене у Велсу, Кредитону, Рамсберију и Сонингу.